# Tijana Jakić
Tijana Jakić est une joueuse monténégrine de volley-ball née le 19 octobre 1987. Elle mesure 1,86 m et joue au poste de centrale. 

## Clubs
| Club                   | De        | À         |
| ---------------------- | --------- | --------- |
| OK Buducnost           | 1999-2000 | 2001-2002 |
| OK Podgorica           | 2002-2003 | 2005-2006 |
| OK Radnički NIS Petrol | 2006-2007 | 2008-2009 |
| IOR Bucureşti          | 2009-2010 | 2009-2010 |
| Stade Français         | 2010-2011 | 2011-2012 |
| ŽOK Morača Podgorica   | 2012-2013 | 2013-2014 |
| Datovoc Tongeren       | 2014-2015 | 2015-2016 |
| ŽOK Morača Podgorica   | 2016-2017 | …         |

## Palmarès
- Coupe du Monténégro
  - Finaliste : 2013.